# Vahitahi (Polinesia Francesa)
Vahitahi es una comuna asociada de la comuna francesa de Nukutavake que está situada en la subdivisión de Islas Tuamotu-Gambier, de la colectividad de ultramar de Polinesia Francesa.

## Composición
La comuna asociada de Vahitahi abarca los atolones de Akiaki y Vahitahi:
| Comuna asociada de Vahitahi |                  |                  |                    |
| Atolones                    | Población (2012) | Superficie (km²) | Densidad (hab/km²) |
| Akiaki                      | 0                | 1.7              | 0                  |
| Vahitahi                    | 105              | 3.5              | 30                 |

## Demografía
| Gráfica de evolución demográfica de Vahitahi entre 1977 y 2012 |
|                                                                |

Fuente: Insee